# Antoine Marie Demante
Antoine Marie Demante (26 septembre 1789 à Paris - 26 décembre 1856 à Paris) est un juriste et homme politique français.

## Biographie
Fils du président du tribunal civil de Louviers, il fit ses études de droit à Paris, fut reçu licencié le 5 août 1809, avocat inscrit au barreau de Paris le 26 suivant, et docteur le 31 août 1810. Professeur suppléant à la faculté de droit de Paris du 21 juin 1819 au 10 décembre 1821, il fut nommé, le 11 décembre 1821, professeur titulaire de l'une des nouvelles chaires de code civil à la même Faculté, dont il devint un des professeurs les plus distingués. 
Chevalier de la Légion d'honneur du 28 avril 1843, officier du même ordre du 6 mai 1846, il fut élu, le 4 juin 1848, représentant de l'Eure à l'Assemblée constituante ; cette élection partielle avait pour but de pourvoir au remplacement de Garnier-Pagès qui avait opté pour la Seine. 
À l'assemblée, Demante siégea dans la minorité, parla sur le projet de constitution, sur la transportation des insurgés, sur le jury, la caisse d'épargne, la naturalisation et le séjour des étrangers, etc., et vota pour le décret sur les clubs, contre la proposition Proudhon, pour les poursuites contre Louis Blanc et Caussidière, contre l'abolition de la peine de mort, contre l'amendement Grévy sur la présidence, contre la réduction de l'impôt du sel, pour la proposition Râteau, pour le renvoi des accusés du 15 mai devant la Haute-Cour, contre l'amnistie générale, pour l'interdiction des clubs, contre l'amnistie des transportés. 
Réélu par le même département à l'Assemblée législative, le 13 mai 1849, il fut rapporteur de la demande en autorisation de poursuites contre Félix Pyat, et déposa sur le désaveu de paternité une proposition d'où sortit la loi du 6 décembre 1850. Il parla aussi sur la loi Falloux-Parieu relative à la liberté de l'enseignement, sur la réforme hypothécaire, sur la proposition de suppression de la mort civile, et vota avec la majorité. 
Il est l'oncle maternel d'Évariste Galois.

## Publications
- Programme des cours de droit civil français, Paris, Alex-Gobelet/Thorel, 1835 (2e édition)
- Cours analytique de Code Napoléon, Paris, 1849-1873, 9 vol.

## Sources
- « Antoine Marie Demante », dans Adolphe Robert et Gaston Cougny, Dictionnaire des parlementaires français, Edgar Bourloton, 1889-1891 [détail de l’édition]